# Terri Utley

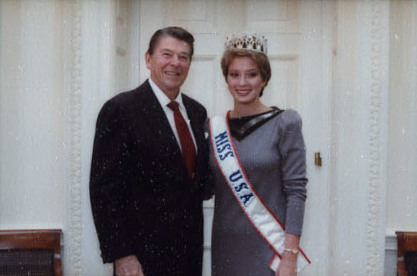
Terri Utley con Ronald Reagan

Terri Lea Utley (Amos, da sposata) (1962) è una modella statunitense, eletta nel 1982 Miss USA.

## Carriera
Terri Utley ha vinto il titolo di Miss Arkansas a fine 1981, ed ha rappresentato l'Arkansas a Miss USA. Diventa la prima donna proveniente dall'Arkansas a vincere il titolo di Miss USA nel 1982 all'età di venti anni
Nel luglio dello stesso anno la Utley rappresentagli Stati Uniti a Miss Universo 1982, quell'anno tenuto a Lima. In quell'occasione la Utley si classifica al quinto posto, mentre il concorso fu vinto da Karen Dianne Baldwin del Canada.
In seguito Terri Utley è stata testimonial per la Mazda ed ha lavorato come conduttrice per E!, lavorando anche come inviate in occasione degli Academy Award e del Festival del Cinema di Venezia. In seguito ha lasciato il mondo dell'intrattenimento per dedicarsi alla famiglia ed avere tre figli. In seguito ha intrapreso la carriera di speaker motivazionale.